# Deutsche Morgenländische Gesellschaft

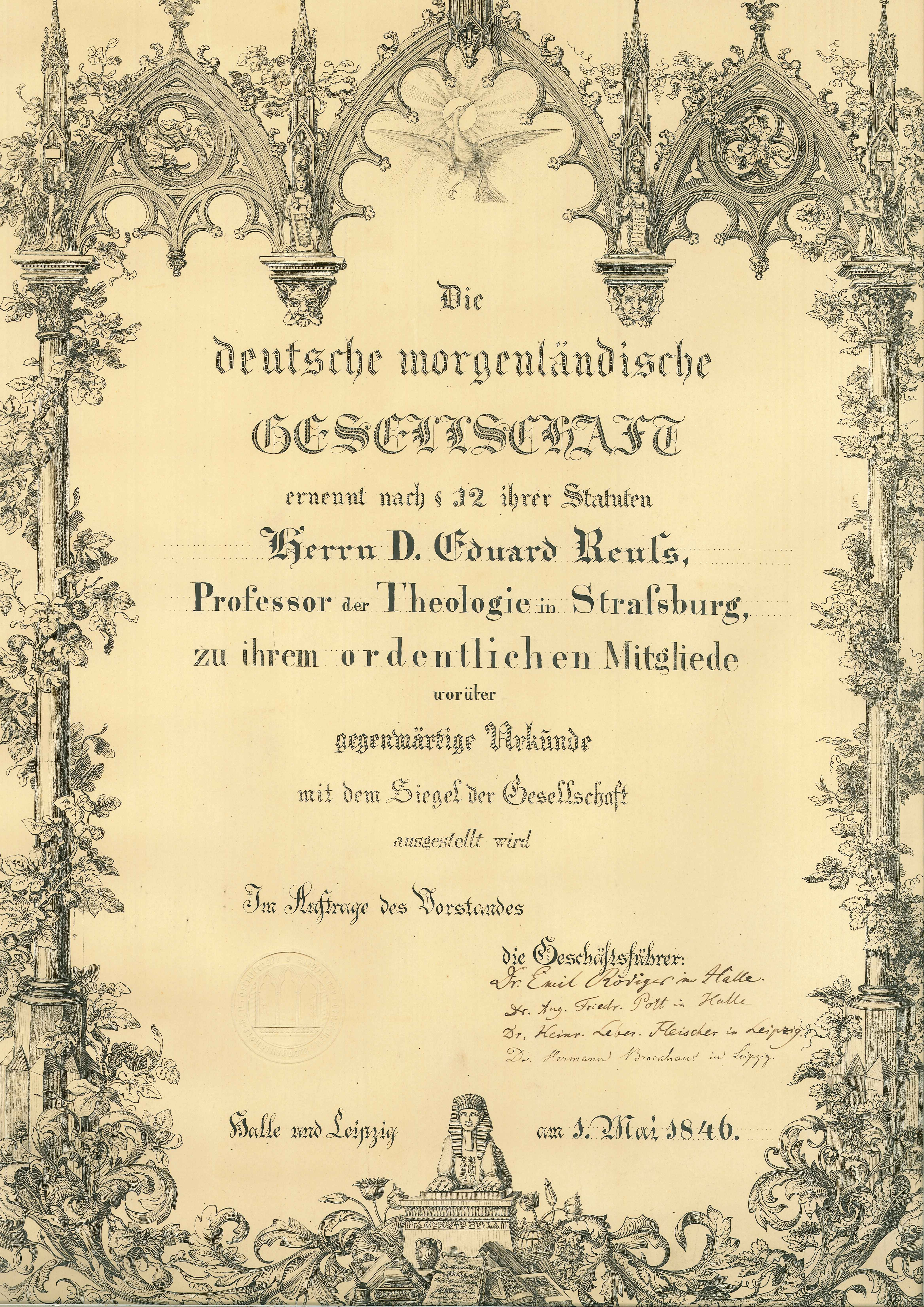
Adesione alla DMG di Edward Reuss, professore di teologia presso l'Università di Strasburgo, nel 1846

La Deutsche Morgenländische Gesellschaft (DMG), in lingua italiana Società Orientalistica Tedesca, è un'istituzione tedesca che si occupa degli studi orientalistici dell'Asia e dell'Oriente in senso ampio, dal Vicino all'Estremo Oriente.

## Storia
La DMG fu creata il 2 ottobre 1845 a Lipsia da noti studiosi orientalisti tedeschi e da membri della analoghe "Società Asiatiche" di Francia, Londra e Calcutta. Fu fondata per "promuovere ogni aspetto della conoscenza dell'Asia e dei Paesi strettamente correlati ad essa sotto ogni aspetto, e di ampliare la sua partecipazione in più vasti ambienti. Quindi la Società non si sarebbe soltanto occupata della letteratura orientale (morgenländische Literatur) ma anche della storia di questi Paesi e della ricerca attinente alla loro situazione dai tempi più antichi fino all'età presente".
A p. VI dell'Introduzione al n. 1 del 1847, Rödiger/Pott (di Halle) e Fleischer/Brockhaus (di Lipsia) proponevano che la Società radunasse gli "edelste[n] Kräfte des deutschen Orientalismus", ossia "le migliori forze dell'Orientalismo tedesco".
Per numerosi anni la DMG si concentrò su argomenti accademici tradizionali, vale a dire la "conoscenza delle lingue, delle letterature, della storia, delle religioni e delle filosofie, del diritto e degli studi sociali, dell'archeologia, dell'arte e della cultura materiale dei popoli che vivono in queste aree". In anni recenti, tuttavia, è stato posto l'accento sulla sociologia e sulle Scienze politiche. Dal 1847, la DMG pubblica la prestigiosa rivista Zeitschrift der Deutschen Morgenländischen Gesellschaft (ZDMG) e dal 1857 gli Abhandlungen für die Kunde des Morgenlandes (AKM), cui dal 1964 si sono aggiunti i Beiruter Texte und Studien (BTS).

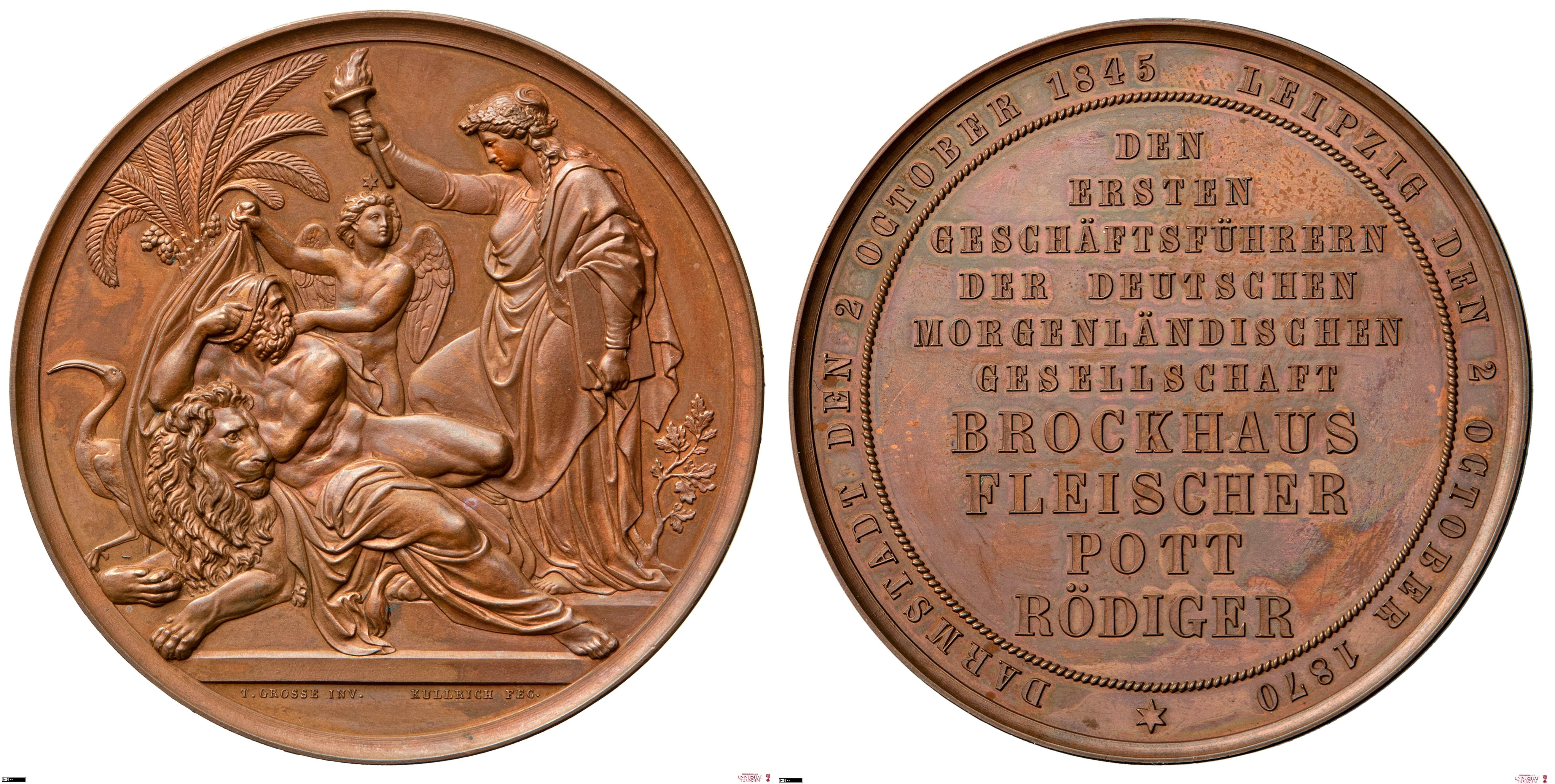
Medaglia commemorativa di Brockhaus, Fleischer, Pott e Rödiger (1870)

Nel 1870, in occasione del 25º anniversario della fondazione della DMG, venne coniata una medaglia in cui sono raffigurati Hermann Brockhaus, Heinrich Leberecht Fleischer, August Friedrich Pott ed Emil Rödiger.
La DMG attualmente opera basandosi sul Südasien-Institut der Universität Heidelberg (Istituto di Studi sull'Asia meridionale dell'Università di Heidelberg).